# Badula balfouriana
Badula balfouriana (Kuntze) Mez – gatunek roślin z rodziny pierwiosnkowatych (Primulaceae). Występuje endemicznie na wyspie Rodrigues. 

## Morfologia
PokrójZimozielone drzewo dorastające do 6 m wysokości.
LiścieBlaszka liściowa ma eliptyczny kształt. Mierzy 8–21 cm długości oraz 3–5,2 cm szerokości, jest całobrzega, ma klinową nasadę i tępy wierzchołek. Ogonek liściowy jest nagi i ma 5–12 mm długości.
KwiatyZebrane po 20–50 w gronach wyrastających z kątów pędów. Mają 5 działek kielicha o trójkątnym kształcie i dorastające do 1–2 mm długości. Płatków jest 5, są odwrotnie jajowate i mają białawą barwę oraz 3–4 mm długości.
OwocPestkowce mierzące 10–13 mm średnicy, o kulistym kształcie.